# Rudi Schmitt (Schauspieler)
Rudolf „Rudi“ Schmitt (* 11. März 1914 in Darmstadt; † 7. Juli 1984 in Berlin) war ein deutscher Schauspieler bei Bühne, Film und Fernsehen.

## Leben und Wirken
Schmitt erhielt von 1933 bis 1935 in Frankfurt am Main bei Paul Verhoeven Schauspielunterricht und trat seit 1934 – beginnend mit dem Biondello in Der Widerspenstigen Zähmung – an den Städtischen Bühnen Frankfurts auf. Sein erstes Festengagement führte Schmitt noch im selben Jahr nach Regensburg; weitere Theaterstationen waren Köln, Berlin, München, Göttingen und erneut Berlin (Schiller-Theater).
In diesen Jahren sah man ihn vor allem in Volksstücken und Komödien, so etwa als Eugen Rümpel in Jacobys Pension Schöller, als Trowbridge in Drei Mann auf einem Pferd, als Wabschke in Zuckmayers Der Hauptmann von Köpenick, als Licht in Kleists Der zerbrochne Krug sowie als Zwirn in Nestroys Lumpazivagabundus und als Linarius in Raimunds Der Alpenkönig und der Menschenfeind. Schmitt trat aber auch in Zeitdramen wie Borcherts Draußen vor der Tür auf, wo er den Beckmann verkörperte.
Schmitt sprach aber auch zahlreiche Hörspiele ein und wirkte ab Mitte der 1950er Jahre in einer Fülle von Fernsehfilmen sowie einige wenige Kinoproduktionen mit. Dort überzeugte der Darmstädter vor allem mit gestrengen und gravitätischen Honoratioren-Typen wie etwa dem Amtsgerichtsrat Glänzer in Der letzte Zeuge, dem Staatsanwalt Rudnew in dem Zweiteiler Rasputin, dem Generalleutnant Botsch in Die Brücke von Remagen, dem König Gunther in August der Starke und dem Kommissar Winkler in Kassensturz. Schmitt verkörperte aber durchaus auch „kleine Leute“ wie etwa einen Buchhändler in einer Folge von Lokaltermin, einen Luftschutzwart in … tot im Kanapu und einen Diener in Im Hause des Kommerzienrates.

## Filmografie
- 1956: Herr Hesselbach und die Firma
- 1960: Der letzte Zeuge
- 1960: Wir Kellerkinder
- 1963: Der Fall Rohrbach
- 1966: Rasputin
- 1966: Der Mörderclub von Brooklyn
- 1967: Die Brücke von Remagen
- 1967: Till, der Junge von nebenan (TV-Serie, zwei Folgen)
- 1968: Was ihr wollt
- 1969: Der Lauf des Bösen
- 1969: … tot im Kanapu
- 1969: Attentat auf den Mächtigen
- 1970: Unwichtiger Tag
- 1970: August der Starke
- 1971: Yester, der Name stimmt doch?
- 1971: Kassensturz
- 1972: Das Jahrhundert der Chirurgen
- 1973: Lokaltermin
- 1975: Im Hause des Kommerzienrates
- 1975: Frau von Bebenburg
- 1978: Ein Mann will nach oben (TV-Mehrteiler, zwei Folgen)